# Aphelandrella
- Commons
- Wikispecies

Aphelandrella Mildbr., segundo o Sistema APG II, é um gênero botânico da família Acanthaceae.

## Espécies
O gênero apresenta uma única espécie:
- Aphelandrella modesta Mildbr.

## Classificação do gênero
| Sistema | Classificação                       | Referência            |
| ------- | ----------------------------------- | --------------------- |
| APG II  | Ordem Lamiales, família Acanthaceae | APweb, versão 9, 2008 |